# Hydraena trapezoidalis
Hydraena trapezoidalis är en skalbaggsart som beskrevs av Peter Zwick 1977. Hydraena trapezoidalis ingår i släktet Hydraena och familjen vattenbrynsbaggar. Inga underarter finns listade i Catalogue of Life.